# Mitt hjärta slår så underbart
Mitt hjärta slår så underbart är en nattvardspsalm från 1811 diktad av Samuel Johan Hedborn. I Den svenska psalmboken 1986 har psalmen omdiktats av Augustin Mannerheim 1980,  
Melodin är densamma som används till Haquin Spegels nattvardspsalm Jesu Kristi oskyldiga död, vilket är en melodi komponerad av Bartholomäus Gesius från 1603.
|  |
|  |

## Publicerad som
- Phosphoros (1811) med titelraden "Mitt hjerta slår så underbart".
- Nr 158  i Den svenska psalmboken 1819 under rubriken "Nattvarden" med titelraden "Av helig längtan hjärtat slår".
- Nr 194  i Den svenska psalmboken 1937 under rubriken "Nattvarden" med titelraden "Av helig längtan hjärtat slår".
- Nr 391  i Den svenska psalmboken 1986 under rubriken "Nattvarden" med titelraden "Mitt hjärta slår så underbart".